# Кабель-заправочная мачта
Кабель-заправочная мачта (КЗМ) — металлическая конструкция мачтового типа, предназначенная для проведения электрических кабелей, пневматических, заправочных, дренажных, пневматических и прочих коммуникаций. Относится к стартовому комплексу.
Центральное конструкторское бюро тяжелого машиностроения проектировало кабель-заправочную мачты для обслуживания космических кораблей серий «Восток», «Союз», «Мир», «Протон», «Н-1», «Энергия-Буран», международной программы «Морской старт».
Заправка ракеты на старте может происходить из стационарных заправочных средств. Внутри кабель-заправочных мачт и ферм обслуживания находятся заправочные трубопроводы, по которым подаются компоненты топлива и сжатые газы и происходит подпитка баков ступеней ракеты-носителя. К бортовым разъемным соединениям ракеты-носителя подсоединяют наземные электро-, пневмо- и гидрокоммуникации, то есть все связи «земля-борт» при помощи нижние и верхние кабель-мачты и кабель-заправочные мачты. Пусковое устройство с кабель-заправочной мачтой может переставляться с платформы транспортера на стартовое сооружение и обратно с помощью системы гидродомкратов.
Кабель-мачты автоматически отсоединяются от корабля на старте. Последние наземные операции с космическим кораблем проводятся с использованием энергии от электростанции космодрома. Одна из площадок, по которой идет подпитка ракеты-носителя жидким водородом, отводится в момент подъема ракеты.
Кабель-заправочные мачты имеют высоту, соответствующую высоте ракеты-носителя. Так КЗМ индийского космодрома Шрихарикота имеет высоту в 70 метров и массу 1100 тонн и имеет 19 этажей. Высота кабель-заправочной башни космодрома Восточный будет составлять 54 метра. Высота КЗМ Восточного Испытательного полигона Космического центра имени Дж. Кеннеди составляет 116 метров и оборудована девятью откидными консолями, по которой и производятся все коммуникации с кораблем.